# Lumbrineris inflata
Lumbrineris inflata är en ringmaskart som beskrevs av Moore 1911. Lumbrineris inflata ingår i släktet Lumbrineris och familjen Lumbrineridae. Inga underarter finns listade i Catalogue of Life.